# Fu Jing
Fu Jing war eine Königin von Wu Ding der Shang-Dynastie und Empfängerin des Houmuwu-Opfergefäßes.

## Biographie
Obwohl Wu Ding angeblich über 60 Ehefrauen hatte, hatte er nur drei Königinnen: Fu Jing, Fu Hao und Fu Gui. Wie Wu Dings andere Ehefrauen nahm Fu Jing an militärischen Expeditionen teil und hielt Wahrsagungen für den Staat. Einige der Weissagungen, die Fu Jing durchführte, konzentrierten sich auf die Beschaffung von Hirse, so dass Zheng Zhenxiang vermutet, dass sie für die landwirtschaftliche Verwaltung zuständig war. Fu Jing wird in den Orakelknochen oft als Biwu (chinesisch 妣戊) bezeichnet.